# Ребек, Джулиус
Джулиус Ребек-младший (англ. Julius Rebek, урождённый Дьюла Ребек, венг. Rebek Gyula; родился 11 апреля 1944 года) — американский химик венгерского происхождения, специалист в области молекулярной самосборки.
Ребек родился в 1944 году в венгерском Берегсасе (теперь Берегово Украина).
C 1945 по 1949 год жил в Австрии, а в 1949 году он эмигрировал с семьёй в США и поселился в Канзасе.
Ребек получил степень бакалавра искусств в области химии Канзасского Университета, а диплом магистра диплом и степень доктора философии в области органической химии в Массачусетском технологическом институте в 1970 году. Основной тематикой Ребека в это время была химия пептидов.
В период с 1970 по 1976 год Ребек работал профессором в Калифорнийском университете, где разработал трехфазный тест для активных интермедиатов.
В 1976 году он перешел в университет Питтсбурга, где открыл щелеподобные структуры, служащие для решения проблем молекулярного распознавания.
В 1989 году он вернулся в МИТ, где открыл синтетические самовоспроизводящиеся молекулы.
В июле 1996 года его научно-исследовательская группа перешла в Исследовательский институт Скриппса, а Ребек стал директором Института химической биологии.
В настоящее время продолжает работать над проблемами молекулярного распознавания и самоорганизующихся систем.
Ребек является членом Национальной академии наук США.

## Публикации
- Rebek, J. (1979), Mechanistic studies using solid supports: the three-phase test, Tetrahedron, 36 (6): 723–731, doi:10.1016/0040-4020(79)80087-3, Дата обращения: 5 августа 2011
- Bartfai T., Lu X., Badie-Mahdavi H., Barr A. M., Mazarati A., Hua X. Y., Yaksh T., Haberhauer G., Ceide S. C., Trembleau L., Somogyi L., Kröck L., Rebek J. Galmic, a nonpeptide galanin receptor agonist, affects behaviors in seizure, pain, and forced-swim tests (англ.) // Proceedings of the National Academy of Sciences of the United States of America : journal. — 2004. — July (vol. 101, no. 28). — P. 10470—10475. — doi:10.1073/pnas.0403802101. — Bibcode: 2004PNAS..10110470B. — PMID 15240875. — PMC 478593.
- Davis C. N., Mann E., Behrens M. M., Gaidarova S., Rebek M., Rebek J., Bartfai T. MyD88-dependent and -independent signaling by IL-1 in neurons probed by bifunctional Toll/IL-1 receptor domain/BB-loop mimetics (англ.) // Proceedings of the National Academy of Sciences of the United States of America : journal. — 2006. — February (vol. 103, no. 8). — P. 2953—2958. — doi:10.1073/pnas.0510802103. — Bibcode: 2006PNAS..103.2953D. — PMID 16477040. — PMC 1413805.